# (43935) Danshechtman
(43935) Danshechtman est un astéroïde de la ceinture principale.

## Description
(43935) Danshechtman est un astéroïde de la ceinture principale. Il fut découvert le 1er octobre 1996 à Colleverde par Vincenzo Silvano Casulli. Il présente une orbite caractérisée par un demi-grand axe de 2,14 UA, une excentricité de 0,14 et une inclinaison de 2,9° par rapport à l'écliptique.